# Lijst van computerspellen van Nitrome Limited
Dit is een lijst van computerspellen die gemaakt zijn door Nitrome Limited.

## 2004
- Jelly Beanstalk

## 2005
- Four Play
- Hot Air
- Chick Flick Mobile
- Vege Mania Game

## 2006
- Sandman
- Chick Flick
- Roly Poly
- Feed Me
- Tanked Up
- Scribble
- Frost Bite
- Gift Wrapped

## 2007
- Fluffball
- Skywire
- Space Hopper
- Dangle
- Hot Air 2
- Hot Air Balloon Maker
- Square Meal
- Toxic
- Magic Touch
- Yin Yang
- Nanobots
- Off the Rails
- Headcase
- Pest Control
- Twang
- Thin Ice
- Snow Drift
- Jack Frost

## 2008
- Aquanaut
- Dirk Valentine
- Magneboy
- Cheese Dreams
- Knuckleheads
- Skywire 2
- Small Fry
- Mutiny
- Final Ninja
- Go Go UFO
- Onekey
- Mallet Mania
- Snot Put
- Dog House
- Numbskull
- Bomba
- Flipside
- Toxic II
- Fatcat
- Frost Bite 2

## 2009
- Ice Breaker
- Pixel Pop
- Flash Cat
- Twin Shot
- Mirror Image
- Glassworks
- Ice Breaker: The Red Clan
- Rustyard
- Final Ninja Zero
- Power Up
- Cosmic Cannon
- Droplets
- Double Edged
- Castle Corp
- Parasite
- Twin Shot 2
- Rockitty
- Nebula
- Cave Chaos
- Graveyard Shift
- B.C. Bow Contest
- Cold Storage
- Ice Breaker: The Gathering
- Avalanche

## 2010
- Rubble Trouble New York
- Skywire V.I.P.
- Blast RPG
- Tiny Castle
- Chisel
- Bullethead
- Fault Line
- Ribbit
- Worm Food
- Squawk
- Temple Glider
- Sky Serpents
- Enemy 585
- Super Treadmill
- Bad Ice-Cream
- Rush

## 2011
- The Bucket
- Canary
- Test Subject Blue
- Chisel 2
- Knight Trap
- Steamlands
- Test Subject Green
- Silly Sausage
- Test Subject Arena
- Office Trap
- Rubble Trouble Tokyo
- Canopy
- Mega Mash
- Steamlands: Player Pack
- Stumped
- Nitrome Must Die
- Lockehorn
- Rubble Trouble Moscow

## 2012
- Rainbogeddon
- Swindler
- Gunbrick
- Skywire VIP Extended
- Cave Chaos 2
- Super Snot Put
- Hot Air Jr
- J-J-Jump
- Skywire VIP Shuffle
- Calamari
- Turnament
- Swindler 2
- Ice Beak
- Bad Ice-Cream 2

## 2013
- Plunger
- Super Stock Take
- Test Subject Complete
- Colour Blind
- Ice Breaker: A Viking Voyage
- Oodlegobs
- Test Subject Arena 2
- Cheese Dreams: New Moon
- Bad Ice-Cream 3

## 2014
- changeType()
- Ditto
- Flue
- Bump Battle Royale
- Coil
- Turn-Undead
- 8-bit Doves
- Endless Doves
- Submolok
- Roller Polar
- Platform Panic

## 2015
- Gunbrick SD
- Magic Touch
- Silly Sausage in Meat Land
- Cooped Up
- Green Ninja
- Vault!

## 2016
- Leap Day
- Gunbrick